# Çadırlıhacıbayram, Kaman
Çadırlı Hacıbayram là một xã thuộc huyện Kaman, tỉnh Kırşehir, Thổ Nhĩ Kỳ. Dân số thời điểm năm 2010 là 106 người.